# Selbstgerichtet oder Die Gelbe Fratze
Selbstgerichtet oder Die Gelbe Fratze è un film muto del 1915 diretto da Hubert Moest.

## Produzione
Il film fu prodotto dalla Hedda Vernon Film (Berlin).

## Distribuzione
Con il visto di censura del novembre 1914, uscì nelle sale cinematografiche tedesche nel gennaio 1915.